# Gnaphaliothamnus lavendulaceum
Gnaphaliothamnus lavendulaceum là một loài thực vật có hoa trong họ Cúc. Loài này được (G.L.Nesom DC.) mô tả khoa học đầu tiên.